# Tamás Szekeres
Tamás Szekeres - gitarzysta zespołu Omega. Urodził się 12 marca 1964 roku w Budapeszcie. Ukończył szkołę muzyczną im. Ferenca Liszta, gdzie studiował pod kierunkiem Laszló Szendrei-Karpera. Od 1981 roku grał w kilku zespołach rockowych, ale także występował z repertuarem klasycznym. Wydał kilka płyt solowych. Ma jednego syna, Zsolta.